# Kerri Pottharst
Kerri Ann Pottharst OAM (* 25. Juni 1965 in Adelaide, South Australia, Australien) ist eine ehemalige professionelle Volleyball- und Beachvolleyball-Spielerin. Sie wurde 2000 mit Partnerin Natalie Cook Olympiasiegerin und ist Mitglied des Order of Australia.

## Karriere
Pottharst debütierte 1982 im australischen nationalen Volleyballteam, etablierte sich als Stammspieler und wurde Kapitän der Auswahl. 1990 schrieb sie Geschichte, als sie als erste australische Spielerin in die starke italienische Serie A nach Bologna wechselte. 1992 erlitt Pottharst eine schwere Knieverletzung, die ihre Karriere beinahe beendete. Nach einer 18-monatigen Wettkampfpause und mehreren Operationen war klar, dass ihr Bein nicht die Belastung auf dem harten Hallenboden aushalten konnte. Pottharst machte aus der Not eine Tugend und debütierte 1993 im Beachvolleyball. Gemeinsam mit Natalie Cook etablierte sie sich als einer der stärksten Spielerinnen und gewann 1996 Bronze bei der Olympiade in Atlanta sowie Silber bei den Weltmeisterschaften 1996 in Rio de Janeiro.
1997 verlief enttäuschend, und aufgrund von internen Spannungen beschloss das Duo, getrennte Wege zu gehen. Pottharst spielte an der Seite von Pauline Manser, ohne aber an die bisherigen Erfolge anknüpfen zu können. Im Jahr 1999 kamen Pottharst und Cook wieder zusammen und holten viele Podiumsplätze, ohne aber ein Turnier gewinnen zu können. Trotzdem galten vor der Olympiade 2000 vor eigenem Publikum als Mitfavoriten. Im Finale bezwangen sie die höher eingeschätzten Adriana Behar und Shelda Bede (Brasilien) mit 12–11 und 12–10 und holten Gold. Somit holten sie ihren ersten internationalen Sieg überhaupt.
Diesen Triumph konnten sie in den nächsten Jahren nicht bestätigten, blieben aber in der erweiterten Weltspitze. Zudem gewann sie in den folgenden drei Jahren mit ihrer Standardpartnerin die australische Meisterschaft im Sand. 2003 erklärte Pottharst ihren Rücktritt, so dass Cook fortan mit Nicole Sanderson spielte. Doch ein Jahr später vollführte Pottharst ihr Comeback und arbeitete mit Summer Lochowicz an der Qualifikation zur Olympiade 2004. Dies gelang, und Pottharst und Lochowitz wurden Neunte. Ironischerweise trafen Cook/Sanderson und Pottharst/Lochowitz im Achtelfinale aufeinander, wo Cook/Sanderson mit 2–0 Sätzen gewannen. Im Alter von 39 Jahren beendete Pottharst daraufhin ihre Karriere. Nach ihrer aktiven Laufbahn arbeitete sie als Beachvolleyball-Coach und Motivationstrainerin.
Pottharst ist 1,84 Meter groß und wog zu Wettkampfzeiten 70 Kilogramm. Sie spricht Englisch, Deutsch und Italienisch und wirbt für Organspenden. In ihrer Karriere erspielte sie sich etwa 850.000 US-Dollar. Pottharst lebt gegenwärtig in Fairlight.

## Auszeichnungen
- Aufnahme in die Volleyball Hall of Fame 2007[2]
- Medaille des Order of Australia für ihre Verdienste um den Sport als Goldmedaillengewinner bei den Olympischen Spielen 2000 in Sydney[3]
- Gemeinsam mit Natalie Cook: Wahl zu einem der zwei „weiblichen Beachvolleyball-Teams des Jahrzehnts 1990 – 2000“